# Cobitoidea
Super-famille
Les Cobitoidea sont une super-famille de poissons téléostéens.

## Liste des familles
Selon Maurice Kottelat, 2012 :
- Balitoridae
- Barbuccidae
- Botiidae
- Cobitidae
- Ellopostomatidae
- Gastromyzontidae
- Gyrinocheilidae
- Nemacheilidae
- Serpenticobitidae
- Vaillantellidae

Selon ITIS (29 avr. 2010) et NCBI (29 avr. 2010) :
- Balitoridae
- Catostomidae - catostomes
- Cobitidae - loches
- Gyrinocheilidae